# Chino, California
Chino, California là một thành phố thuộc quận San Bernardino trong tiểu bang California, Hoa Kỳ. Thành phố có tổng diện tích 76,799 km², trong đó diện tích đất là 76,766 km². Theo điều tra dân số Hoa Kỳ năm 2010, thành phố có dân số 77.983 người. Thành phố Chino, California là một phần của Đại Los Angeles.